# Constance Worth
Pour les articles homonymes, voir Worth.
Enid Joyce Howarth, connue sous le nom de scène Constance Worth (née le 19 août 1911 à Sydney, en Australie et morte le 18 octobre 1963 à Los Angeles, en Californie) est une actrice australienne de théâtre et de cinéma qui a fait carrière aux États-Unis dans les années 1930 et 1940.

## Filmographie partielle
- 1933 : The Squatter’s Daughter (en) : Joan Enderby
- 1934 : The Silence of Dean Maitland : Alma Gray
- 1937 : Crime en haute mer (China Passage) d'Edward Killy : Jane Dunn
- 1937 : Windjammer (en) : Betty Selby
- 1938 : The Wages of Sin (en) d'Herman E. Webber : Marjorie Benton
- 1939 : Mystery of the White Room (en) d'Otis Garrett :  Ann Stokes
- 1940 : L'Ange de Broadway de Ben Hecht et Lee Garmes : Sylvia Marbe
- 1941 : Soupçons (Suspicion) d'Alfred Hitchcock : Mrs. Fitzpatrick (non créditée)
- 1941 : Meet Boston Blackie (en) de Robert Florey : Marilyn Howard (non créditée)
- 1941 : Criminals Within (en) Joseph H. Lewis : Alma Barton
- 1941 : Borrowed Hero (en) de Lewis D. Collins : Mona Brooks
- 1942 : The Dawn Express (en) d'Albert Herman : Linda Pavlo
- 1942 : Boston Blackie Goes Hollywood (en) de Michael Gordon : Gloria Lane
- 1942 : When Johnny Comes Marching Home (en) : la vamp blonde (non créditée)
- 1943 : La Cité sans hommes (City Without Men) de Sidney Salkow : Elsie
- 1943 : G-Men vs. the Black Dragon (en) de Spencer Gordon Bennet, William Witney et William J O'Sullivan : l'agent Vivian Marsh
- 1943 : Let's Have Fun (en) de Charles Barton : Diana Crawford
- 1943 : She Has What It Takes (en) de Charles Barton : June Leslie
- 1943 : Crime Doctor de Michael Gordon : Betty, l'infirmière-réceptionniste d'Ordway (non-créditée)
- 1943 : Appointment in Berlin (en) d'Alfred E. Green : la jeune fille anglaise
- 1943 : Dangerous Blondes de Leigh Jason : une journaliste (non créditée)
- 1943 : My Kingdom for a Cook (en) de Richard Wallace : l'employée de la compagnie aérienne (non créditée)
- 1944 : La Reine de Broadway de Charles Vidor : la réceptionniste (non créditée)
- 1945 : Dillinger, l'ennemi public no 1  de Max Nosseck : la femme dans le bar
- 1945 : Why Girls Leave Home de William Berke : Flo
- 1949 : Western Renegades (en) de Wallace Fox : la fausse Ann Gordon (dernier rôle au cinéma)